# Charles Guilbert
Charles Guilbert (* 15. Mai 1972 in Caen) ist ein ehemaliger französischer Radrennfahrer.
Charles Guilbert begann seine Karriere 1995 bei dem französischen Radsportteam Mutuelle de Seine-et-Marne. 1997 konnte er die erste Etappe bei der Tour de l’Avenir für sich entscheiden. In den nächsten Jahren fuhr er für die Mannschaften Ville de Charleroi, Bonjour und Marlux-Wincor Nixdorf. Ab 2005 fuhr er für das französische Continental Team Bretagne-Armor Lux. In seinem ersten Jahr dort gewann er jeweils eine Etappe bei Ruban Granitier Breton und der Boucles de la Mayenne, sowie eine Etappe und die Gesamtwertung der Tour de Gironde. 2006 gewann er das Eintagesrennen Ronde du Pays Basque und 2007 die Boucles de la Soule. Ende der Saison 2007 beendete er seine Karriere.

## Erfolge
1997
- eine Etappe Tour de l’Avenir

2005
- eine Etappe Ruban Granitier Breton
- eine Etappe und Gesamtwertung Tour de Gironde
- eine Etappe Boucles de la Mayenne

## Teams
- 1995–1998: Mutuelle de Seine-et-Marne
- 1999: Homemarket-Ville de Charleroi
- 2000–2002: Bonjour
- 2003: Marlux-Wincor Nixdorf
- 2005–2006: Bretagne-Jean Floc'h
- 2007: Bretagne-Armor Lux